# Кушель, Франц
Франц (Франти́шек) Винце́нтович Ку́шель (бел. Франц (Францішак) Вінцэнтавіч Кушаль (16 февраля 1895, деревня Першаи, Минская губерния, Российская империя — 25 мая 1969, США) — белорусский коллаборационист, военный и политический деятель.

## Биография
Родился в деревне Першаи Минской губернии (ныне Воложинский район Минской области) в 1895 году.
В годы Первой мировой войны служил в Русской императорской армии — мобилизован в мае 1915 года. В 1916 году окончил Виленское пехотное училище. Награждён орденами Св. Анны 3-й степени с мечами и бантом и Св. Станислава 3-й степени с мечами и бантом. Дезертировал из армии в чине штабс-капитана.
С 1917 года принял участие в белорусском национальном движении, которое добивалось отделения Беларуси от России в форме независимой Белорусской народной республики. После ухода немецких оккупационных войск в конце 1918 года перешёл на службу к легионерам Пилсудского. Служил в Белорусской Военной Комиссии для организации «национальных» подразделений при армии Пилсудского. В 1921—1939 годах служил в Войске Польском в звании капитана. После польско-большевистской войны Кушель окончил Варшавскую офицерскую школу, преподавал в кадетском корпусе.

### Во время Второй мировой войны
Вторую мировую войну встретил на должности начальника мобилизационного центра. В конце сентября 1939 года с отступающими польскими частями оказался под Львовом, где получил под команду батальон Добровольческого корпуса обороны. По приказу своего командира генерала Лангера вместе со своим батальоном сдался в плен участвовавшим в занятии Западной Беларуси частям РККА.
Вместе с другими офицерами Кушель попал в Старобельский лагерь для польских офицеров-военнопленных.
Кушель избежал Катынского расстрела — он был перевезён в Лубянскую тюрьму, где его подсаживали к высокопоставленным польским военнопленным, в том числе и к генералу Андерсу. В начале 1941 года освобождён и отправлен в БССР под надзор минского НКВД.
Одновременно его жене Наталье Арсеньевой с двумя сыновьями, было разрешено вернуться из казахстанской ссылки по личному ходатайству секретаря Вилейского обкома партии Б. М. Климковича перед секретарём ЦК КП(б)Б Пантелеймоном Пономаренко. Уже в постсоветский период президентская газета «Советская Белоруссия» опубликовала материалы, согласно которым Наталья Арсеньева была завербована в качестве агента для разработки белорусских националистов среди литературно-писательских кругов БССР. Издания белорусских националистов не отрицали этого, заявляли вынужденный характер сотрудничества и указывали её оперативный псевдоним — «Козбич».
Великую Отечественную войну Кушель встретил в БССР. В первые дни гитлеровской оккупации добровольно предложил свои услуги немецким оккупационным властям и был принят в ряды минской вспомогательной полиции («ОД»). Его жена также добровольно участвовала в коллаборационизме, печаталась в минской белорусскоязычной газете, поддерживала связи с деятелями созданного в Берлине «Белорусского Комитета Самопомощи» и другими представителями эмиграции.
Осенью 1941 г. Франц Кушель участвовал в организации курсов в минской школе вспомогательной полиции, готовившей кадры для формирований по «борьбе против большевиков и саботажников». С мая 1942 года — начальник курсов.
В 1942 году принял участие в реализации разработанного Иваном Ермаченко и одобренного оккупационными властями (командующим полицейскими войсками в Белоруссии группенфюрером СС Ценнером) проекта формирования добровольческого Белорусского корпуса самообороны («Корпус беларускай самааховы»). Кушель отвечал за офицерские курсы по подготовке кадров для нового антипартизанского формирования. В результате конфликта между СС и организацией Розенберга в апреле 1943 оккупационные власти расформировали БКС, а уже набранных включили в состав полицейских вспомогательных батальонов. Всего удалось выпустить два набора офицеров БКС и, после запрета немцев на присвоение офицерских званий — один курс командиров БКС. В мае 1943 года начальник полиции Беларуси штандартенфюрер Клепш приказал ликвидировать БКС с переводом всех подразделений в состав полиции.
С осени 1942 по май 1943 года — главный референт БКС.
С августа 1943 Франц Кушель — главный уполномоченный по вопросам «белорусских» полицейских формирований. Внёс заметный личный вклад в прекращение массового дезертирства в батальонах, сформированных для борьбы с белорусскими партизанами. Батальоны, укомплектованные подготовленными Кушелем командирами, под руководством СД участвовали в крупных карательных операциях («Герман», «Болотная лихорадка», «Гамбург»), собирали разведданные, проводили облавы в районах, где выявлялись сочувствовавшие партизанам, участвовали в экзекуциях.
Являлся создателем 13 белорусского батальона СД. Считал данное подразделение образцовым среди коллаборционистов Беларуси и полицейских формирований из белорусов. Являлся главой всех полицейских формирований из белорусов. Также добился создания курсов для офицеров коллаборционистов,а позже Белорусской школы СД по подготовке офицерских кадров 13 батальона СД и иных полицейских формирований из коллаборантов.
В декабре 1943 года Кушель возглавил военный отдел Белорусской Центральной Рады (БЦР) Радослава Островского, назначен командующим Белорусской краевой обороны (БКО).
С августа 1943 года — редактор коллаборационистского журнала «Беларус на варце» («Белорус на страже»).
С января 1944 года — член БЦР.
В феврале 1944 года возглавил Штаб БКО в звании майора.
В марте 1944 года глава БЦР Р. Островский издал приказ о мобилизации в БКО под угрозой смертной казни «для окончательной ликвидации большевистского бандитизма, который грабит и разрушает наш край, убивает невинных людей и грабит их имущество, на основании статьи II Устава Белорусской Центральной Рады». В последнем пункте приказа говорилось: «Руководство призывом в БКО поручаю по линии БЦР майору Кушелю». В мобилизационных мероприятиях участвовали подразделения СД и коллаборационистские структуры, в том числе такие видные персоны, как Борис Рогуля и Константин Езовитов. Франц Кушель отвечал за подготовку кадров на офицерских курсах, при его участии было набрано более 300 человек будущих командиров БКО.
Формирования БКО сражались с белорусскими советскими партизанами и польской Армии Крайовой. Были и успешные бои, за что младший лейтенант Всеволод Родзько из 15-го батальона БКА получил «Железный крест», а другие офицеры и солдаты были награждены медалями «За боевые заслуги» для восточных народов. В 1943 году немцы попробовали «украинизировать» 104-й батальон БКА, влив в него членов ОУН, что привело к распрям в батальоне и нападению украинцев на белорусов с последующим дезертирством. В дальнейшем ОУН осуществила ряд терактов в отношении БКА и белорусского православного населения в Полесье. В ответ на это, 23 сентября 1942 года рота «Нюрнберг» 3-го батальона 15-го полицейского полка под командованием обер-лейтенанта Глюкса, совместно с белорусской вспомогательной полицией (в которой главный уполномоченный был Франц Кушель) окружили село[какое?], а его жителей согнали в центр и расстреляли из пулемётов. Село было разграблено, сожжено 715 домов, и убито 2875 жителей, в том числе 1620 детей.
В июне 1944 года, во время наступления Красной армии, Кушель принял участие в организованном БЦР Втором Всебелорусском конгрессе.
В конце июля началось массовое бегство подразделений БКО, уцелевших от пленения наступавшей Красной армии. Кушель в польском городе Ломжа занимался сбором беспорядочно отступавших «белорусских» батальонов на специально созданном пункте. В это время немецким командованием было принято решение о формировании «белорусской бригады» под командованием оберштурмбанфюрера СС Ханса Зиглинга. Формирование бригады началось с конца 1944 года, в неё вливались подразделения БКА, различных полицейских батальонов с большими вливаниями русских и украинцев. В итоге была сформирована «30-я (белорусская) дивизия войск СС (русская № 2)» общей численностью почти 12 тыс. человек.
Франц Кушель отвечал за кадры командовал «белорусскими» частями в составе войск СС.
Из Восточной Пруссии дивизия была переброшена во Францию, где продемонстрировала слабую боеспособность в столкновениях с французским Сопротивлением и наступавшими англо-американскими частями. При этом было зафиксировано огромное дезертирство, ставшее поводом для расстрелов командиров дивизии с последующим её расформированием. Из её остатков были сформированы строительные подразделения «шанцрегименты», занятые в строительстве укреплений на Восточном фронте, часть была передана в распоряжение РОА генерала Власова.
Несмотря на неудачи, БЦР в Берлине инициировала создание Белорусского Легиона, в чём принимали участие Езовитов, Кушель, Островский и другие коллаборационисты. Ставка делалась на молодежь из «Союза белорусской молодежи» и другие белорусские формирования, однако до создания легиона дело на практике не дошло. Фиаско потерпела и другая обсуждавшаяся БЦР идея — создания под немецким командованием дивизии или бригады СС «Беларусь». В январе 1945 года БЦР приняла решение о создании нового военного подразделения: «Белорусская штурмовая бригада», она же «1-я Белорусская Гренадерская Штурмовая Бригада. Беларусь». Командовать ещё не созданной бригадой вызвался оберштурмбанфюрер СС Ханс Зиглинг. На командирские должности претендовали генерал-майор Езовитов, штурмбанфюрер СС (майор БКА) Рагуля, а также Кушель. Фактически создать полноценное боеспособное формирование не удалось из-за острого дефицита кадров. Создать получилось лишь батальон.
Батальон (по планам — бригада или дивизия) просуществовал до середины апреля 1945 года. 3 апреля его с инспекцией посетил Франц Кушель. Командиром был назначен штурмбанфюрер СС Генигфельд. Учитывая низкую боеспособность не укомплектованного подразделения и угрозу дезертирства, немцы не рисковали направлять его против Красной армии и выставили на фронте против американских войск. При встрече с американцами бойцы этого батальона либо дезертировали, либо разбегались. Позже в своих мемуарах Кушель вспоминал апрель 1945 года, отметив: «Для нас, белорусов, не было никакого интереса погибнуть вместе с СС в безнадёжной борьбе с англо-американцами»..
Незадолго до капитуляции Третьего Рейха, 28 апреля 1945 года, Кушель принял непосредственное участие в дезертирстве укомплектованных белорусами немецких частей, сдавшихся американской армии. Для этого он 25 апреля вошёл в контакт с командующим ВВС Вооружённых сил КОНР генерал-майором Виктором Мальцевым, подчинив ему остатки дивизии и получив заверения защиты при реализации плана дезертирства. Подчинённые Кушелю формирования дезертировали в районе Айзенштадта.

### После Второй мировой войны
После войны Кушель с женой осели в Западной Германии. Там в 1947 году Франц Кушель организовал Объединение Белорусских Ветеранов, а в 1948 году принял участие в организации белорусской эмигрантской газеты «Бацькаўшчына» («Отечество»).
В 1950 году семья Кушелей переехала в США. В Нью-Йорке для Франца Кушеля нашлась работа лифтёра, для его жены — на консервной фабрике. При этом Франц Кушель участвовал в деятельности эмигрантской БЦР. В 1952—1954 годах возглавлял Белорусско-Американское Объединение (БАЗА), которое издавало газету «Белорус». Был принят в члены Совета БНР. В чине генерал-майора БНР занимал должность военного министра.
Женой Ф. Кушеля была поэтесса Наталья Арсеньева, с которой он вступил в брак в сентябре 1922 года. Во время оккупации она сотрудничала с редакцией «Белорусской газеты» В. Козловского. Известна как автор гимна «Магутны Божа», ставшего популярным сначала среди белорусской эмиграции, а позже уже в независимой Беларуси. В честь этого гимна назван ежегодный белорусский фестиваль духовной музыки. В американской эмиграции работала в редакции газеты «Белорус» и в нью-йоркском офисе "Радио «Свобода», состояла в БАЗА и была секретарём президиума Совета БНР. Похоронена вместе с мужем в американском Рочестере (штат Нью-Йорк).
У Кушеля и Арсеньевой было двое сыновей — Ярослав и Владимир. Ярослав Кушель был членом Союза белоруской молодежи, погиб 22 июня 1943 года при взрыве в минском театре при покушении белорусских подпольщиков на генерал-комиссара Генерального округа Белоруссия (рейхскомиссариат Остланд) Вильгельма Кубе.
В постсоветский период были предприняты попытки реабилитировать Франца Кушеля, представить его борцом за белорусские национальные интересы и вынужденно пошедшего на сотрудничество с гитлеровцами. Особую активность в этом проявили деятели эмигрантского "Объединения белорусов мира «Отечество»" (ЗБС «Бацькаўшчына»), а также действовавших в Беларуси правых партий и организаций — таких, как «Белорусский Народный Фронт».